# Gouin (Datchewa)
Pour les articles homonymes, voir Gouin.
Gouin (ou Gouing) est une localité du Cameroun située dans le département du Mayo-Danay et la Région de l'Extrême-Nord, à proximité de la frontière avec le Tchad. Elle fait partie de la commune de Datcheka et du canton de Doukoula.

## Population
En 1967, la localité comptait 811 habitants, principalement Toupouri. À cette date, un marché hebdomadaire s'y tenait le jeudi. 
Lors du recensement de 2005, 2 603 personnes y ont été dénombrées.